# パーナル パンサー
パーナル パンサー
- 用途：艦上偵察機
- 分類：複葉機
- 設計者：ハロルド・ボラス
- 製造者：パーナル・アンド・サンズ
- 運用者：イギリス海軍ほか
- 初飛行：1917年
- 生産数：155機
- 生産開始：1919年
- 退役：1926年

パーナル パンサー（Parnall Panther）はイギリスの艦上観測機、偵察機である。第一次世界大戦末期にパーナル社 (Parnall) によって開発された。第一次世界大戦後150機がブリストル社によって生産された。パンサーは1926年まで運用されたが、パーナル社は航空機製作から撤退した。 

## 概要
海軍の航空部門でハリス・ブースのもとで、設計をしていたハロルド・ボラスがパーナル社に移って､設計した。艦船から運用できる複座の偵察機を求める､海軍要求仕様書N.2Aに対して企画された。最初の試作機は1917年に飛行し、さらに5機の試作機が製作された。
木製のモノコック構造の胴体を持ち、艦船での収納のために、胴体は折り曲げることができた。高い操縦席を持ち、着艦のために良い視界が得られたが、コクピットに入るのには不便であった。着水しても沈まないように膨らませることができるエアバッグが翼付近に取り付けられた。1918年、評価試験後300機の発注がされたが、その年の終わりには150機に減らされた、パーネルはこの変更を受け入れなかったので、発注はブリストル社に移され、1919年から1920年に生産された。

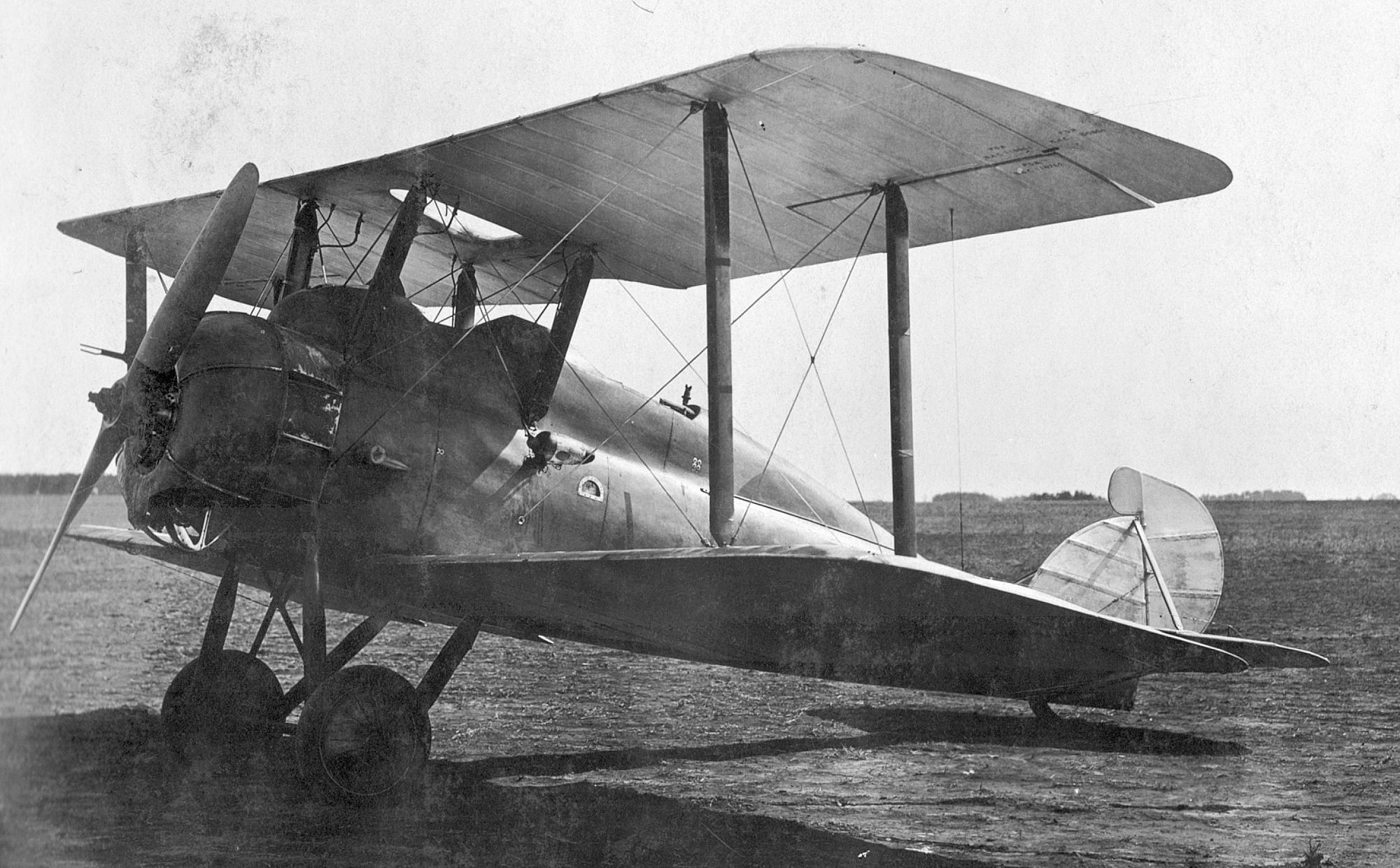
日本海軍で運用されたパンサー

パンサーは空母アーガスとハーミーズで運用された。空中での操縦性は優れていたが、古い、ベントレーエンジンは信頼性に欠け、空母の鋼索縦張り式の着艦制動方式は不十分な能力であったため多くの事故を起こした。1926年まで艦隊で使われたが。フェアリー IIIDによって置換された。12機が1921年から日本海軍に売られ、2機が1920年にアメリカ海軍に売られた。